# Дроботы (Дрогичинский район)
Дро́боты — деревня в Дрогичинском районе Брестской области Белоруссии. Входит в состав Дрогичинского сельсовета.

## Географическое положение
Деревня располагается в 14 километрах от районного центра — города Дрогичина, находясь на восточной границе Дрогичинского района. Ближайшее шоссе Пинск—Кобрин, в деревне имеется остановка пассажирского автотранспорта.
На расстоянии 10 км (в 4 км от д. Гутово) есть железнодорожная остановка «Огдемер» — на одноколейной железнодорожной линии для пригородных маршрутов, соединяющей Брест и Лунинец (ближайшие ж/д станции Дрогичин и Снитово); Деревня Дроботы- единственная деревня Гутовского сельсовета, почтовое отделение которой находится в д. Кремно, соседнего Бездежского сельсовета.

## История
Предположительно, название деревни могло произойти от фамилии Дробот.
Во время Первой мировой войны численность населения деревни уменьшилась. Во время Второй мировой войны — Великой Отечественной, деревня была частично сожжена.
Когда город Пинск был областным центром, деревня была в составе Вавуличского сельсовета. При образовании в Западной Белоруссии первых колхозов вошла в созданный в Вавуличах колхоз им. Малинкова, впоследствии вошедший в колхоз «Знамя ленина», контора которого находилась в д. Гутово. Как и в других деревнях колхоза (Вавуличи, Сороцни), в деревне Дроботы были молочно-товарная ферма и конюшня, а также сельская библиотека (с еженедельным посещением кинопередвижки) и начальная школа.
В настоящее время в деревне имеется сельский магазин, автобусная остановка. Ближайший ФАП — это. Между деревней и опушкой леса, западнее старого, располагается деревенское кладбище.

## Достопримечательности
- В двух километрах, в соседней деревне Вавуличи, есть самый древний памятник архитектуры деревянного зодчества, охраняемый государством — самая старая церковь в Дрогичинском районе, построенная из дерева в 1737 г.

Дроботы, как и другие деревни сельсовета, неоднократно упоминались в местной районной газете:
- http://www.drogichin.by/novosti/будем-взаимовежливыми/
- http://www.drogichin.by/oficialno/reshenie-drogichinskoj-rajonnoj-izbiratelnoj-komissii-po-vyboram-deputatov-rajonnogo-soveta-deputatov-26-go-sozyva-ot-28-01-2010-g-1/